# Fundação Carlos Chagas
A Fundação Carlos Chagas (FCC) é uma instituição sem fins lucrativos e que atua em duas grandes áreas: Avaliação/Concursos/Processo seletivo e Pesquisa e Educação. Foi criada em 1964 e como uma fundação de direito privado, a instituição é sem fins lucrativos e reconhecida como utilidade pública nos âmbitos federal, estadual e municipal (Veja a linha do tempo no site da instituição).
Desde sua criação, na área de seleção/concursos, a Fundação Carlos Chagas já realizou mais de 2,5 mil projetos de mais de 500 instituições e avaliou mais de 273 milhões de candidatos espalhados por todo o Brasil.
Além disso, o indexador on-line Educa que reúne publicações online de Educação é uma iniciativa da Fundação Carlos Chagas. Suas produções fazem parte do repositório SciElo - Scientific Eletronic Library Online.

## História e área de atuação
A Fundação Carlos Chagas surgiu a partir do Centro de Seleção de Candidatos às Escolas Médicas e Biológicas (CESCEM), que, na época de criação, tinha como objetivo principal a realização de exames vestibulares para a área biomédica. Em 1964, a partir do desenho dos idealizadores do CESCEM, nasce a Fundação Carlos Chagas, com o propósito de ser uma instituição com atuação mais ampla e que articulasse outras atividades, como a realização de vestibulares, pesquisas educacionais e a formação de profissionais.
Em 1971, é criado o Departamento de Pesquisas Educacionais da Fundação Carlos Chagas (DPE). O DPE conta com vários pesquisadores que atualmente participam de cinco grupos de pesquisa: Avaliação Educacional; Educação e Infância: Políticas e Práticas; Gênero, Raça/Etnia: Educação, Trabalho e Direitos Humanos; Políticas e Práticas da Educação Básica e Formação de Professores, e Representações Sociais, Subjetividade e Educação.
Também em 1971 foi criada a Biblioteca Ana Maria Poppovic, especializada em educação, avaliação educacional, primeira infância, gênero e raça e aberta para o público em geral.
Na década de 80, pesquisadoras da Fundação Carlos Chagas envolvidas com o estudo da condição feminina no Brasil preocuparam-se em sistematizar informações sobre o assunto por meio de um boletim de notícias que fizesse o intercâmbio entre as diversas instituições e estudiosos do tema. Surgia o Jornal Mulherio, que foi publicado de 1981 a 1988.
A instituição também conta com os periódicos Cadernos de Pesquisa e Estudos em Avaliação Educacional, a série Textos FCC, além de outras publicações como relatórios e livros.